# Villa Sevoli Bizzarri
La Villa Sevoli Bizzarri è situata lungo la via di Mosciano esattamente prima di Pian dei Cerri.

## Storia
Originariamente era un casino di caccia appartenente alla famiglia Torrigiani, la quale aveva molti possedimenti nel territorio di San Martino alla Palma, testimoniati dai molteplici stemmi della famiglia.
Nel corso del '900 la costruzione ebbe diverse funzioni tra le quali, quella del lazzaretto durante l'epidemia di colera, successivamente come casa colonica ed ebbe cambiamenti strutturali per ospitare più famiglie ed infine negli anni novanta fu acquistata dagli attuali proprietari, gli Alberghini, i quali hanno apportato numerose modifiche per riadattarla all'uso della famiglia mantenendo però inalterato l'aspetto esterno della villa.

## Curiosità
La Villa Sevoli Bizzarri, tipicamente settecentesca, è caratterizzata da un aspetto scenografico, per la sua bellezza ma soprattutto per la presenza di sette statue in terra cotta che ornano il tetto della villa. Le statue raffigurano uomini nudi e Dei, tra i quali Bacco e Venere.